# Chung Nam Sơn
Núi Chung Nam (giản thể: 终南山; phồn thể: 終南山) đôi khi còn được gọi là núi Thái Ất (tiếng Trung: 太乙山) hoặc núi Chu Nam (tiếng Trung: 周南山) là một nhánh của dãy núi Tần Lĩnh nằm ở tỉnh Thiểm Tây, phía nam của thành phố Tây An, từ Vũ Công ở phía đông kéo dài qua Lam Điền. Điểm cao nhất của dãy núi này đạt 2.604 mét tại đỉnh Thúy Hoa Sơn (công viên địa chất quốc gia Trung Quốc). Một số đỉnh núi đáng chú ý của dãy gồm Lâu Quan Đài (được cho là nơi đạo sĩ hiền triết Lão Tử cư ngụ và truyền đạt Đạo đức kinh), hay Nam Ngũ Đài (giản thể: 南五台; phồn thể: 南五臺), Khuê Phong (tiếng Trung: 圭峰)
Các ngọn núi của Chung Nam nổi tiếng khi là nơi ở ẩn của các ẩn sĩ Đạo giáo từ thời nhà Tần. Sau đó, các tu sĩ Phật giáo bắt đầu sống ở vùng núi này khi Phật giáo du nhập vào Trung Quốc từ Ấn Độ trong những năm đầu của thiên niên kỷ đầu tiên. Toàn Chân đạo là một trong những giáo phái lớn nhất của Đạo giáo hiện đại được thành lập ở vùng núi Chung Nam bởi Vương Trùng Dương, một đạo sĩ thời nhà Tống.